# Ich-AG
Contrairement à ce que le mot suggère une Ich-AG (qu'on pourrait traduire par "Moi-S.A.") n'est pas une forme d'entreprise selon le droit allemand. Le terme de Ich-AG est introduit par la commission Hartz à la fin des années 90 pour désigner le début d'une activité professionnelle autonome (comme la création d'une entreprise) d'une personne préalablement sans emploi. Durant une phase de transition les personnes sans emploi pouvaient selon les circonstances bénéficier d'aides financières.
Le mot Ich-AG suggère souvent une forme juridique générale d'une entreprise unipersonnelle comme l'entreprise unipersonnelle à responsabilité limitée (EURL) en France. En vérité, il n'y a pas de distinction entre une EURL et une SARL selon le droit allemand. L'abréviation AG (Aktiengesellschaft) signifie toutefois " Société par actions" et non "SARL" (GmbH : Gesellschaft mit beschränkter Haftung).